# Калниболотское сельское поселение
Калниболотское сельское поселение — муниципальное образование в составе Новопокровского района Краснодарского края России.
В рамках административно-территориального устройства Краснодарского края ему соответствует Калниболотский сельский округ.
Административный центр — станица Калниболотская.

## Население
| 2002  | 2010  | 2012  | 2013  | 2014  | 2015  | 2016  |
| ----- | ----- | ----- | ----- | ----- | ----- | ----- |
| 6745  | ↘5924 | ↘5852 | ↘5784 | ↘5751 | ↗5754 | ↘5751 |
| 2017  | 2018  | 2019  | 2020  | 2021  | 2023  |       |
| ↘5742 | ↘5734 | ↘5701 | ↗5723 | ↘5624 | ↘5581 |       |

## Населённые пункты
В состав сельского поселения (сельского округа) входят 3 населённых пункта:
| № | Населённый пункт | Тип населённого пункта | Население (чел.) |
| - | ---------------- | ---------------------- | ---------------- |
| 1 | Балка Грузская   | хутор                  | ↘108             |
| 2 | Калниболотская   | станица                | ↘5422            |
| 3 | Красный Посёлок  | хутор                  | ↘94              |